# ТЕС Чічірі
15°47′32.7″ пд. ш. 35°1′31.8″ сх. д. / 15.792417° пд. ш. 35.025500° сх. д.
ТЕС Чічірі (Chichiri) — теплова електростанція в Малаві, розташована у промисловій зоні другого за величиною міста країни Блантіре, за 240 км на південний схід від її столиці Лілонгве.
З 1960-х років Малаві традиційно спирається на виробництво електроенергії на гідроелектростанціях (каскад на Шире — ГЕС Нкула та інші). При цьому для покриття пікових навантажень в основному промисловому та комерційному центрі країни Блантіре у 1975 році спорудили ТЕС у складі однієї встановленої на роботу у відкритому циклі газової турбіни потужністю 15 МВт, розрахованої на споживання нафтопродуктів.
З початку 21-го століття в країні підсилювався дефіцит генеруючих потужностей, для покриття якого збирались продовжити розвиток гідроенергетики. Втім, проекти ГЕС, що потребують великих капіталовкладень, не могли бути реалізовані швидко. Як наслідок, у січні 2018-го замовили розміщення тимчасових генеруючих потужностей в обсязі 55 МВт на площадці ТЕС Чічірі. Дизель-генератори надала компанія Aggreko, котра спеціалізується на подібних операціях та надавала свої послуги багатьом країнами Африки.